# Sagittarius B2
 (juin 2016).
Si vous disposez d'ouvrages ou d'articles de référence ou si vous connaissez des sites web de qualité traitant du thème abordé ici, merci de compléter l'article en donnant les références utiles à sa vérifiabilité et en les liant à la section « Notes et références ».
Sagittarius B2 (Sgr B2) est un nuage moléculaire géant composé de gaz et de poussières, situé à environ 120 pc (∼391 al) du centre de la Voie lactée. Cet ensemble est le plus grand nuage moléculaire dans les environs du noyau galactique et l'un des plus grands dans la galaxie, s'étendant sur une région de 45 parsecs. La masse totale de Sagittarius B2 est trois millions de fois celle du Soleil. La densité moyenne d'hydrogène à l’intérieur du nuage est de 3 000 atomes par centimètre cube, ce qui est 20 à 40 fois plus dense qu'un nuage moléculaire normal.
La structure interne de ce nuage est complexe, avec des densités et des températures qui varient. Le nuage est divisé en trois grands noyaux : celui du nord noté (N), celui du milieu ou principal (M) et celui du sud (S). Ainsi Sgr B2 (N) représente le noyau nord. Sgr B2 (M) et Sgr B2 (N) sont des sites de formation d'étoiles prolifiques. Les dix premières régions HII découvertes ont été nommées de A jusqu'à J. Les régions HII de A à G ainsi que I et J se situent dans Sgr B2 (M), alors que la région K est dans Sgr B2 (N) et que H est dans Sgr B2 (S). Le vaste cœur de cinq parsecs du nuage est une région de formation d'étoiles qui émet une luminosité égale à dix millions de fois celle du Soleil.
La composition chimique du nuage a été mise en évidence à l'aide d'un spectrophotomètre, dans l'espoir d'y découvrir des acides aminés. Le nuage est composé de nombreuses molécules complexes, dont des alcools, formées par agglomération d'atomes. Il contient notamment de l'éthanol, de l'alcool vinylique et du méthanol. On y a également découvert du formiate d'éthyle, un ester précurseur majeur des acides aminés, qui est aussi responsable de la saveur de la framboise ; cela a conduit plusieurs articles à suggérer que Sagittarius B2 avait « le goût de la framboise mais l'odeur du rhum »,,. De grandes quantités de butyronitrile et d'autres cyanures d'alkyle ont également été détectés dans le nuage.
Les températures dans le nuage varient de 300 K (27 °C) dans les denses régions de formation d'étoiles à 40 K (−233,2 °C) dans l'enveloppe surélevée. Parce que la température et la pression moyenne dans Sagittarius B2 sont basses, la chimie basée sur l’interaction directe des atomes est extrêmement lente. Néanmoins, le complexe de Sagittarius B2 contient des grains de poussière froide constitués d'un noyau de silicium couvert par un manteau d'eau glacée et composé de carbone divers. Les surfaces de ces grains permettent des réactions chimiques se produisant par des molécules en accrétion qui peuvent ensuite interagir avec des composés voisins. Les composés résultants peuvent alors s'évaporer de la surface et rejoindre le nuage moléculaire.
Les composants moléculaires de ce nuage peuvent facilement être observés dans les 102–103 µm de la portée des longueurs d'onde. Environ la moitié de toutes les molécules interstellaires connues ont été découvertes près de Sagittarius B2, et près de toutes les autres molécules actuellement connues ont depuis été détectées dans ce complexe.
INTEGRAL, l'observatoire à rayon gamma de l'Agence spatiale européenne a observé les rayons gamma interagissant avec Sagittarius B2, provoquant des émissions à rayons X du nuage moléculaire. Cette énergie a été émise il y a environ 350 ans par le trou noir supermassif du cœur de notre Galaxie, Sagittarius A*. La luminosité totale de cette explosion est estimée à un million de fois plus puissante que la sortie courante de Sagittarius A*. Cette conclusion a été supportée en 2011 par des astronomes japonais observant le centre de la Voie lactée avec le satellite Suzaku.